# Libreville
Libreville je hlavní město Gabonu. Je to přístavní město. Žije zde 797 003 obyvatel (2012). Je to politické, hospodářské a kulturní středisko státu. Těží se zde ropa ze šelfu. Průmysl: chemický, strojírenský, textilní a potravinářský. Nachází se zde i mezinárodní letiště a národní gabonské muzeum. Hlavním městem nezávislého Gabonu je Libreville od roku 1960. Klimaticky patří Libreville do tropické zóny. V letech 1888–1904 hlavní město Francouzské rovníkové Afriky.
Libreville leží na březích Atlantského oceánu. Na jižním konci města se rozkládá zátoka Estuaire du Gabon, která odděluje hlavní město a mys Pointe-Denis.
Spojení s okolními městy, státy a Evropou zajištuje mezinárodní letiště Léon Mba. Silniční dopravu do vnitrozemí zajišťuje hlavně silnice N1 směrem na Ntoum, Kango, Bifoun a Lambaréné.